# ニコラ・ファシオ・ド・デュイリエ
ニコラ・ファシオ・ド・デュイリエ（Nicolas Fatio de Duillier、1664年2月26日 - 1753年5月10日）はスイスの数学者である。ニコラス・ファシオ・デ・デュリエールとも表記される。
黄道光に関する研究で知られる。ニュートンとライプニッツの間の有名な微積分の発見者の座をめぐる争いで、論争に火をつけた人物として科学史に残っている。また時計の軸受けに宝石を使う方法を開発し特許を得た。

## 経歴
スイスのバーゼルで生まれた。1672年にデュイリエに移った。18歳の時にパリ天文台のジョヴァンニ・カッシーニの元で、天文学を学ぶためにパリに移った。1684年に黄道光が多数の塵による太陽光の散乱であることを示した。
1686年頃ヤコブ・ベルヌーイ、クリスティアーン・ホイヘンスと知り合い、微分積分学などについて協力して研究を行った。1687年にロンドンに渡り、ジョン・ウォーリス、エドワード・バーナードと付き合い、逆正接問題の解法を研究した。ギルバート・バーネット、ジョン・ロック、ハンプデン父子とも親しくなり、1688年にジョン・ホスキンスの推薦で王立協会の会員となった。
1688年に重力に関するホイヘンスの理論を王立協会で報告し、1690年にはホイヘンスへの手紙で運動する微小な粒子による圧力が重力の原因であるという理論を示し、その後王立協会で発表した。これは後にルサージュの重力理論と呼ばれるものの先駆けであった。1700年頃 Pierre de Baufreと時計の軸受けに宝石を用いることを試みて、1705年に特許を取得した。1707年から宗教セクトカミザールの影響を受けて、評判を失い、ヨーロッパへ巡礼の旅に出た。イギリスに戻った後の学問的な記録はほとんど残していない。